# Reuthe
Reuthe è un comune austriaco di 643 abitanti nel distretto di Bregenz, nel Vorarlberg.